# Roubal Rezső
Roubal Rezső (Budapest, 1907. március 24. – Budapest, 1985. december 9.) magyar zenekari ütőhangszerművész.

## Életpályája
1916–1922 között a Nemzeti Zenedében tanult. 1923–1928 között a budapesti Zeneművészeti Főiskolan ütőhangszereket, zongorát és nagybőgőt tanult Polonyi Elemér és Schwalm Ferenc tanítványaként. 1925–1973 között a Magyar Állami Operaház és a Budapesti Filharmóniai Társaság zenekari tagja volt. 1929–1930 között a drezdai Zeneművészeti Főiskolán Heinrich Knauber tanítványa volt. 1930–1949 között a Nemzeti Zenede ütőtanáraként dolgozott. 1942–1958 között között a Magyar Állami Operaház zenekari ügyvezetője, a zeneművészeti szakközépiskolák megbízott országos szakfelügyelője volt. 1945–1957 között a Budapesti Filharmóniai Társaság alelnöke, majd elnöke volt. 1948–1982 között a budapesti Zeneművészeti Főiskola ütőhangszer fő- és melléktanszakának tanára volt.
Sírja az Új köztemetőben található (111-1-95/96.).

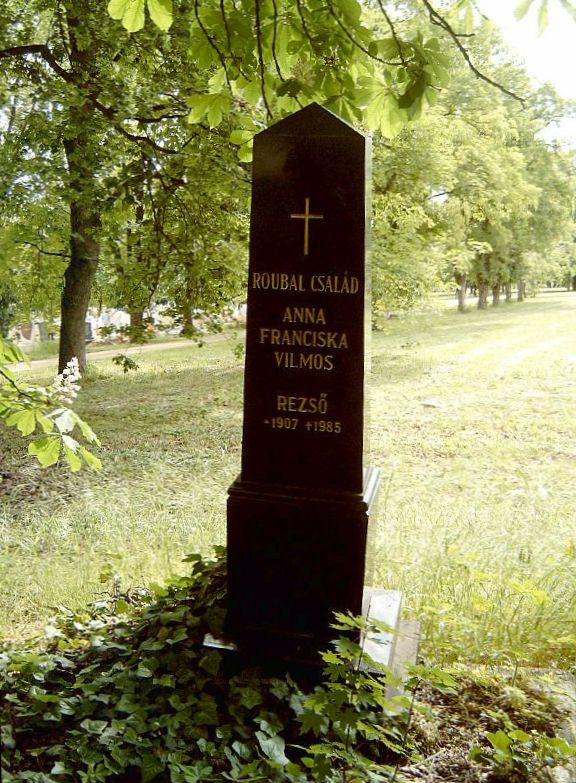
Roubal Rezső zenekari ütőhangszer művész és Roubal Vilmos (1877–1968) karnagy, kiváló művész (1963) sírja Budapesten. Új köztemető: 111-1-95/96.